# Wyjście przez sklep z pamiątkami
Wyjście przez sklep z pamiątkami (oryg. Exit Through the Gift Shop) – amerykańsko-brytyjska komedia dokumentalna z 2010 roku w reżyserii Banksy'ego.

## Obsada
- Banksy jako on sam
- Shepard Fairey jako on sam
- Thierry Guetta jako on sam
- Space Invader jako on sam
- Jay Leno jako on sam
- Joshua Levine jako on sam
- Rhys Ifans – narracja

## Wyróżnienia
- Nominacja do Oscarów za rok 2010 w kategorii najlepszy pełnometrażowy film dokumentalny.